# 柳海光
柳海光（1963年7月11日—）出生於上海，是一名退役中國足球运动员，是中国国家队著名高中锋。1980年代末，他與賈秀全曾同时到南斯拉夫贝尔格莱德游击队效力，是第一位进入歐洲的中国球員，也是第一位在欧洲联盟杯入球的中国球员。

## 生涯
出生於上海的柳海光在9歲時開始踢球，11歲左右加入上海市閘北區業餘體校足球隊，並在1978年進入上海市業餘體校足球隊。翌年，他成功入選上海少年隊，同時又參加了第四屆全國運動會少年足球賽。於1981年間，入選上海青年隊參加中國青年杯國際足球邀請賽。
1986年，柳在上海隊中以34球的進球取得了全國甲級聯賽最佳射手獎項，又在泰國舉行的泰國王后杯邀請賽中奪得冠軍。兩年後，他與賈秀全加盟南斯拉夫的貝爾格萊德遊擊隊，次年返國，成為最早效力歐洲球會的中國球員。
在國家隊方面，柳海光在1979年入選國家青年隊，於3年後參加亞洲青年杯時取得亞軍，使中國能參與於墨西哥舉行的世青杯，是中國足球隊中首次參與的世界大賽。翌年，柳晉身為國家隊一員。並在1984年到訪新加坡，參與亞洲杯，但在決賽中不敵沙地阿拉伯，取得亞軍，是中國歷屆中最出色的成績。次年，柳代表中国參與當年的世界大學生運動會，在足球項目中為中國取得一面銅牌。
1987年，中國爭取1988年漢城奧運足球項目的參與資格，在最後一場於東京進行的外圍賽中，中國非勝不可。最終，柳攻入一球，協助中國以2:0擊敗日本 外，更取得出線資格以及是中國首度能參與奧運的足球項目賽事。次年，他奪得「全國十佳運動員」獎項以及入選年度最佳陣容。
1988年，柳海光和贾秀全作为中国与南斯拉夫文化交流计划的一部分，被选派到贝尔格莱德游击队效力，成为中国足球史上留洋的第一人，两人在南斯拉夫分别被球迷称为“柳巴”和“贾瓦”。柳海光又在主场对阵保加利亚索菲亚斯拉维亚的欧洲联盟杯比赛中攻入一球，成为第一个在欧洲三大杯进球的中国球员。
1991年，柳海光宣佈退役经商，經營淨水器行業以及創辦少年兒童足球會。而在他入選國家隊至退出國家隊期間，他合共取得36個入球。
2020年5月11日下午，柳海光当选上海足协主席。

## 外部連結
| 前任： 朱广沪 | 上海市足球协会主席 2020－ | 現任 |